# 過期妊娠
过期妊娠是指女性在妊娠42周后仍然未分娩。一般來說大部分婦女妊娠期為40周。 过期妊娠是導致引產的原因之一。 过期妊娠可能會給产妇和嬰兒帶來健康风险。